# Michael Langer (Theologe)
Michael Langer (* 11. August 1960 in Bamberg) ist ein deutscher römisch-katholischer Theologe. Er ist seit 1999 außerplanmäßiger Professor für Religionspädagogik an der Universität Regensburg, seit 2012 ist er zudem Professor an der Kirchlichen Pädagogischen Hochschule Wien/Krems. Langer ist seit 1988 Diakon des Erzbistums München und Freising und Seelsorger in Oberaudorf am Inn/Oberbayern; in Wien hilft er im Dompfarramt Wien mit.

## Studium
Nach dem Abitur 1979 in Haßfurt studierte Langer Katholische Theologie, Philosophie, Pädagogik und Psychologie an den Universitäten Innsbruck, München, Salzburg und Wien sowie an der Hochschule für Philosophie/Philosophische Fakultät S.J. Seit 1982 ist er Mitglied der katholischen Studentenverbindung KDStV Aenania München. 1983 erwarb er den Magister Artium und 1985 das Lizentiat in Theologie in München. 1986 promovierte er zum Doktor der Philosophie an der Universität Wien, 1993 wurde ihm in einem Habilitationsverfahren für das Fach „Religionspädagogik und Kerygmatik“ der Grad eines habilitierten Doktors der Theologie verliehen.

## Lehre
Langer hatte Lehraufträge an den Universitäten Salzburg, Graz und Wuppertal; 1994 wurde er Privatdozent für Religionspädagogik an der Universität Regensburg; seit 1999 ist er dort außerplanmäßiger Professor. 2000–2005 vertrat er die C-4-Professur für Religionspädagogik und Didaktik an der Technischen Universität Dortmund; seither ist er wieder an der Universität Regensburg und der Kirchlich Pädagogischen Hochschule Wien--Krems, wo er den Masterlehrgang „Religion-Kultur-Spiritualität“ leitete. Zahlreiche Gastvorlesungen führten ihn ins In- und Ausland.

## Mitgliedschaften
- 1. Januar 1991: außerordentliches Mitglied der Bayerischen Benediktinerakademie (seit 2023: Benediktinische Akademie Salzburg)
- 8. März 1997: ordentliches Mitglied der Europäischen Akademie der Wissenschaften
- 2002–2012: Mitglied im Direktorium der Salzburger Hochschulwochen
- seit 2008: Religionspädagogische Beratung (mit Edgar J. Korherr/Graz) der Arbeitsgruppe Youcat (Jugendkatechismus) im Auftrag von Christoph Kardinal Schönborn, Wien; Gesamtkoordination der Y-Bibel, Jugendbibel der Katholischen Kirche (mit Thomas Söding, Georg Fischer, Dominik Markl)

## Veröffentlichungen

### Buchveröffentlichungen
- Katholische Sexualpädagogik im 20. Jahrhundert. Zur Geschichte eines religionspädagogischen Problems, München (Kösel) 1986, 430 Seiten
- Wege der Sehnsucht: Jerusalem, zus. mit Schalom Ben-Chorin und Hans Günther Kaufmann, München (Süddeutscher Verlag) 1990, 193 Seiten
- Sinai. Verheißung aus der Stille, zus. mit Schalom Ben-Chorin und Hans Günther Kaufmann, Innsbruck (Tyrolia) 1991, 103 Seiten
- Zwischen Vorurteil und Aggression. Zum Judenbild in der deutschsprachigen katholischen Volksbildung des 19. Jahrhunderts (= Lernprozess Juden Christen, Hg. v. Günter Biemer u. Ernst Ludwig Ehrlich, Bd. 9), Freiburg (Herder) 1994, 587 Seiten
- Die Tränen des Hiob. Zusammen mit Schalom Ben-Chorin (Text) und Hans-Günther Kaufmann (Fotos). Tyrolia, Innsbruck 1994, ISBN 3-7022-1939-0.
- Ein einziger Blick Deiner Augen. Das Hohelied der Liebe, zus. mit Scha-lom Ben-Chorin, Maria Jepsen und Hans Günther Kaufmann, Innsbruck-Wien (Tyrolia) 1996, 106 Seiten
- Christentum. Ein Reiseführer, zus. mit Regina Radlbeck-Ossmann, München (Pattloch 2010), 304 Seiten
- Die Benediktsäule in Oberaudorf. Zus. Mit Josef Michael Neustifter, Eggenfelden (anderrott 2009), 50 Seiten
- Vom Weg der Weisheit. Ein Gespräch mit Odilo Lechner und Bildern von Hans-Günther Kaufmann, St. Ottilien (Eos) 2011

### Herausgeberschaften
- Gefährdung der Bildung – Gefährdung des Menschen. Perspektiven verantworteter Pädagogik (= Festschrift Marian Heitger), hg. zus. mit Ines M. Beinbauer, Wien (Böhlau) 1987, 348 Seiten
- Mit Außenseitern leben. Eine Herausforderung für die Christen, hg. zus. mit Konrad Baumgartner, Regensburg (Pustet) 1988, 270 Seiten
- Weite des Herzens – Weite des Lebens. Beiträge zum Christsein in moderner Gesellschaft (=Festschrift Abt Odilo Lechner), hg. zus. mit Anselm Bilgri, Regensburg (Pustet) 1989, 2 Bd., 1206 Seiten
- Für die Zukunft der Kirche, hg. zus. mit Anselm Bilgri, Innsbruck-Wien (Tyrolia) 1989, 77 Seiten
- Sinnsuche und Gottesbegegnung. Predigten nicht nur zur Fastenzeit, Regensburg (Pustet) 1990, 88 Seiten
- Zukunft und christliche Hoffnung. Predigten nicht nur zur Fastenzeit II, Regensburg (Pustet) 1991, 88 Seiten
- Erbittet für Jerusalem Frieden. Hoffnungen zwischen Vision und Wirklichkeit, hg. zus. mit Armin Laschet, Kevelaer/Aachen (Butzon und Bercker/Einhard) 1991, 103 Seiten
- Christen zwischen Schuld und Versöhnung. Predigten nicht nur zur Fastenzeit III, Regensburg (Pustet), 1992, 95 Seiten
- Wir alle sind Fremde. Texte gegen Hass und Gewalt, Regensburg (Pustet) 1993, 180 Seiten
- Religiöse Erziehung im Umbruch (= Studien von Erich Feifel), hg. zus. mit Stephan Leimgruber, München (Kösel) 1995, 320 Seiten
- Mit Schülern Gott suchen. Elemente für den Gottesdienst in der Sekundarstufe, Regensburg (Pustet), 192 Seiten
- Weil Gott nicht nur zu Mose sprach. Frauen nehmen Stellung, Innsbruck-Wien (Tyrolia) 1996, 232 Seiten
- Als Gott weinte, Theologie nach Auschwitz, hg. zus. mit Manfred Görg, Regensburg (Pustet) 1997, 226 Seiten
- Wertorientierung im Wandel. Religionsunterricht und LER in der Diskussion, hg. zus. mit Armin Laschet, Kevelaer/Aachen (Butzon und Bercker/Einhard) 1998, 197 Seiten
- Der Glaube der Christen, hg. zus. mit Eugen Biser und Ferdinand Hahn, Augsburg-Stuttgart (Pattloch/Calwer) 1999, Bd. 1: Ein ökumenisches Handbuch 1095 Seiten, Bd. 2: Ein ökumenisches Wörterbuch: 520 Seiten
- Das Geheimnis erfahren. Mit Abt Odilo durch das Jahr. Ein Kalenderlesebuch, hg. zus. mit Anselm Bilgri, München (Kösel) 2000, 430 Seiten
- Unterwegs mit Visionen (=Festschrift Rita Süssmuth), hg. zus. Mit Armin Laschet, Freiburg (Herder) 2002, 557 Seiten
- Erlebte Religion. Biographische Skizzen, hg. zus. Mit Eckhard Nordhofen, Frankfurt a. M. (Knecht) 2003, 135 Seiten
- Lexikon des christlichen Glaubens, hg. zus. mit Eugen Biser und Ferdinand Hahn, Pattloch (München) 2003 (=Neuausgabe von „Der Glaube der Christen“, Bd. II), 570 Seiten
- Die theologische Hintertreppe, hg. zus. mit Józef Niewiadomski, München (Pattloch), 2005, 240 Seiten
- Im Rhythmus der Mönche. Jahreslesebuch benediktinischer Spiritualität, hg. zus. mit Odilo Lechner, Gütersloh (Gütersloher Verlagshaus) 2006, 380 Seiten
- Licht der Erde. Die Heiligen, Pattloch (München) 2006, 656 Seiten
- Zum Leben führen. Handbuch religionspädagogischer Spiritualität, hg. zus. mit Winfried Verburg, DKV-Verlag (München) 2007, 342 Seiten
- Edgar Josef Korherr – Studien zur religiösen Erziehung und Bildung. Streiflichter aus der religionspädagogischen Zeitgeschichte, Hamburg (Dr. Kovac) 2008, 413 Seiten
- Von Gott und der Welt. Ein theologisches Lesebuch, hg. zus. Mit Karl-Heinz Kronawetter, Regensburg (Pustet) 2008
- Joseph Ratzinger / Benedikt XVI., Gottes Projekt. Nachdenken über Schöpfung und Kirche, hg. zus. Mit Karl-Heinz Kronawetter, Regensburg (Pustet) 2009
- Mystik für Christen. Ein Jahreslesebuch, hg. zus. mit Odilo Lechner, Gütersloh (Gütersloher Verlag) 2010, 390 Seiten
- Das YOUCAT-Projekt, hg. zus. mit Christoph Kardinal Schönborn und Christine Mann, München u. a. (Neue Stadt) 2011, 180 Seiten
- Kirche ohne Jugend. Ist die Glaubensweitergabe am Ende? Hg. zus. mit Clauss Peter Sajak, Freiburg (Herder) 2018

Zahlreiche Aufsätze in Sammelwerken und Zeitschriften